# Paratrochosina insolita
Paratrochosina insolita är en spindelart som först beskrevs av Ludwig Carl Christian Koch 1879.  Paratrochosina insolita ingår i släktet Paratrochosina och familjen vargspindlar. Inga underarter finns listade i Catalogue of Life.